# Кузьминское (Удомельский район)
Кузьминское — деревня в Удомельском городском округе Тверской области.

## География
Деревня находится в северной части Тверской области на расстоянии приблизительно 19 км на север по прямой от железнодорожного вокзала города Удомля.

## История
Деревня известна с 1478 года. Здесь было учтено дворов (хозяйств) 19 (1859 год), 34 (1886), 43 (1911), 58 (1958) 109 (1986) 110 (1991), 106 (1999). С 1986 года учитывается совместно с вошедшими в ее состав деревнями Астафьево и Мишково. В советский период истории здесь действовал колхоз «Ударник».
До 2015 года входила в состав Котлованского сельского поселения до упразднения последнего. С 2015 года в составе Удомельского городского округа.

## Население
Численность населения: 145 человек (1859 год), 237 (1886), 252 (1911), 154 (1958), 232 (1986), 304 (1991), 269 (1999), 226 (русские 92 %) в 2002 году, 224 в 2010.